# Ram Pickup
Ram Pickup – samochód osobowy typu pickup klasy wyższej produkowany pod amerykańską marką Ram od 2010 roku. Od 2018 roku produkowana jest druga generacja modelu.

## Pierwsza generacja

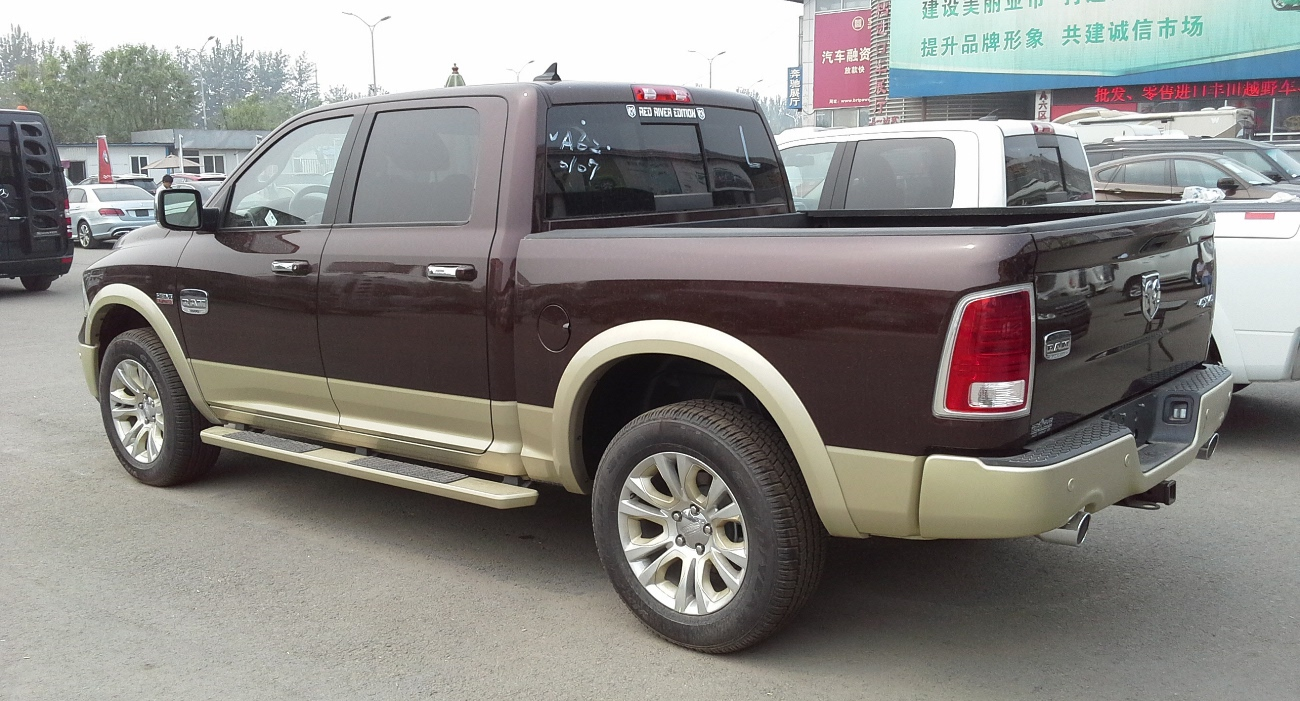
Ram 1500 I - tył

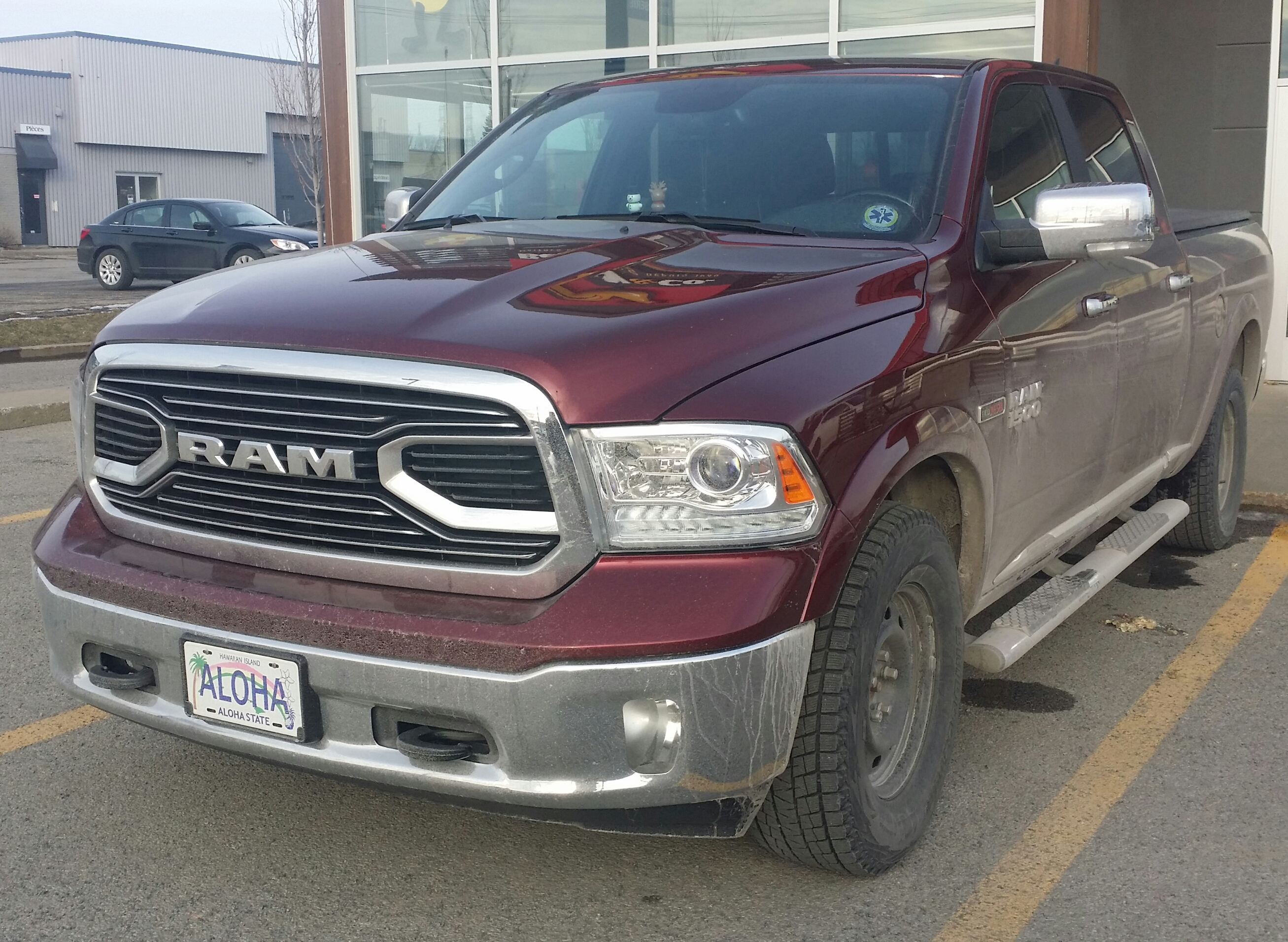
Ram 1500 I po liftingu

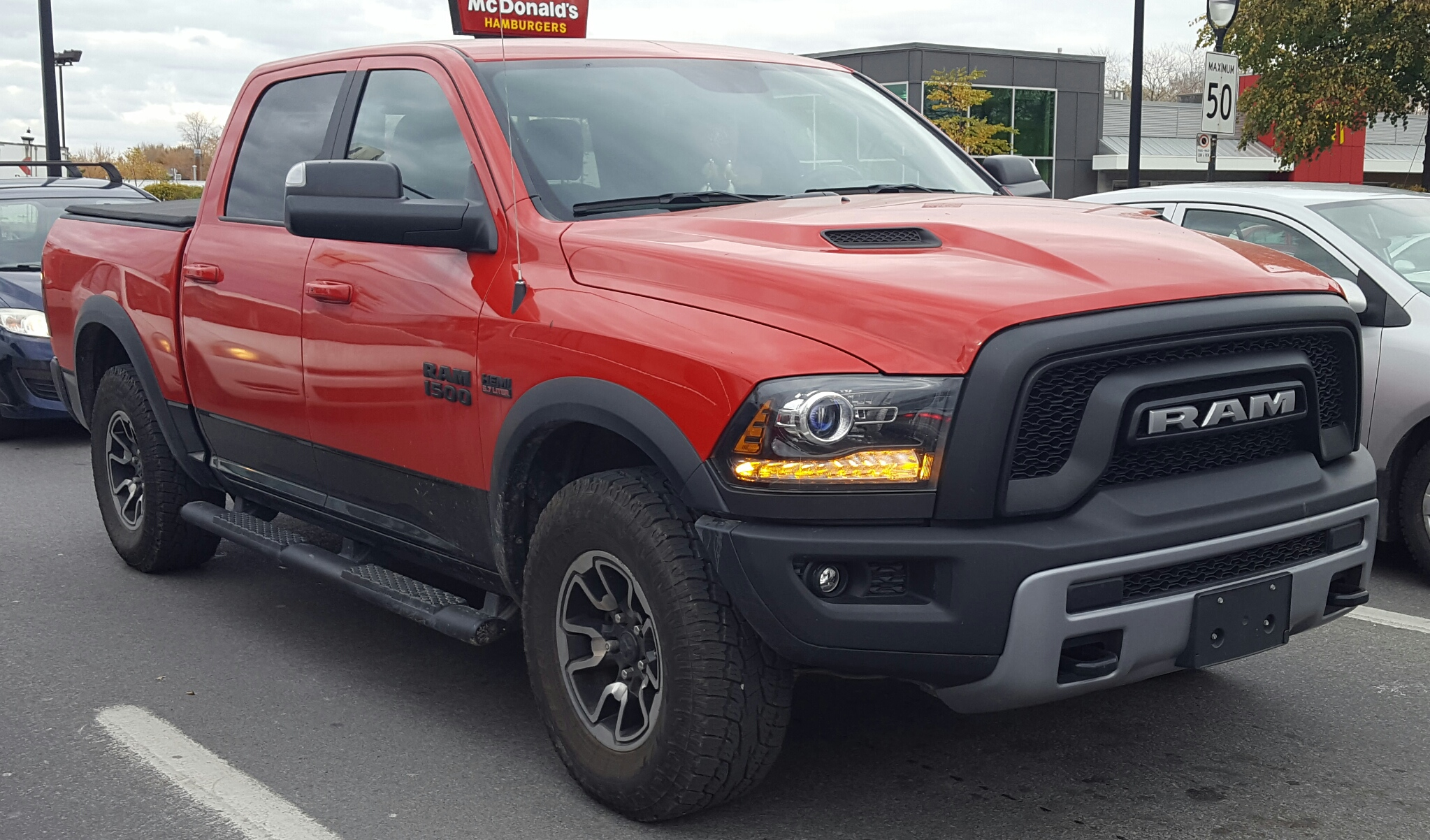
Ram 1500 I Rebel

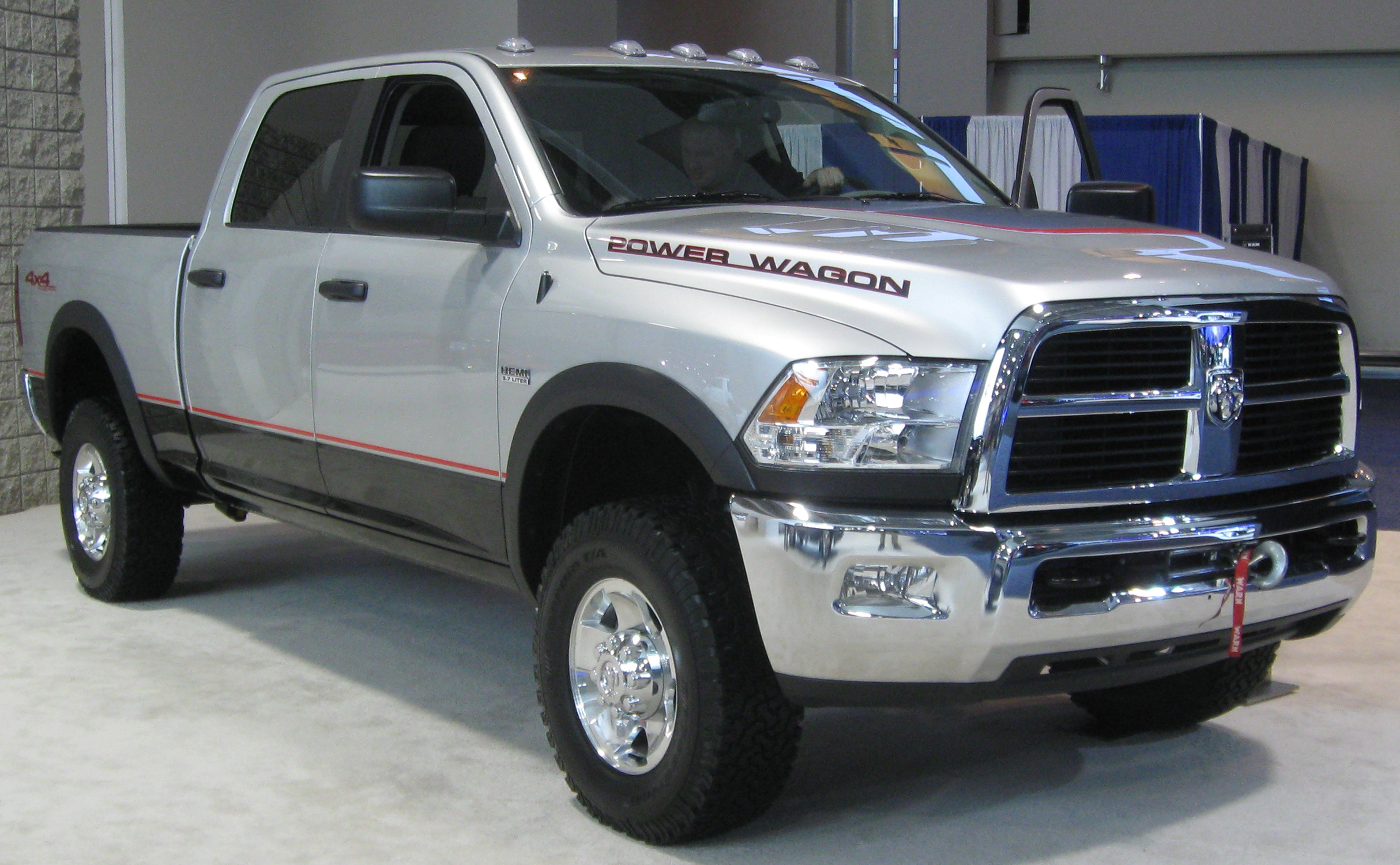
Ram 2500 I

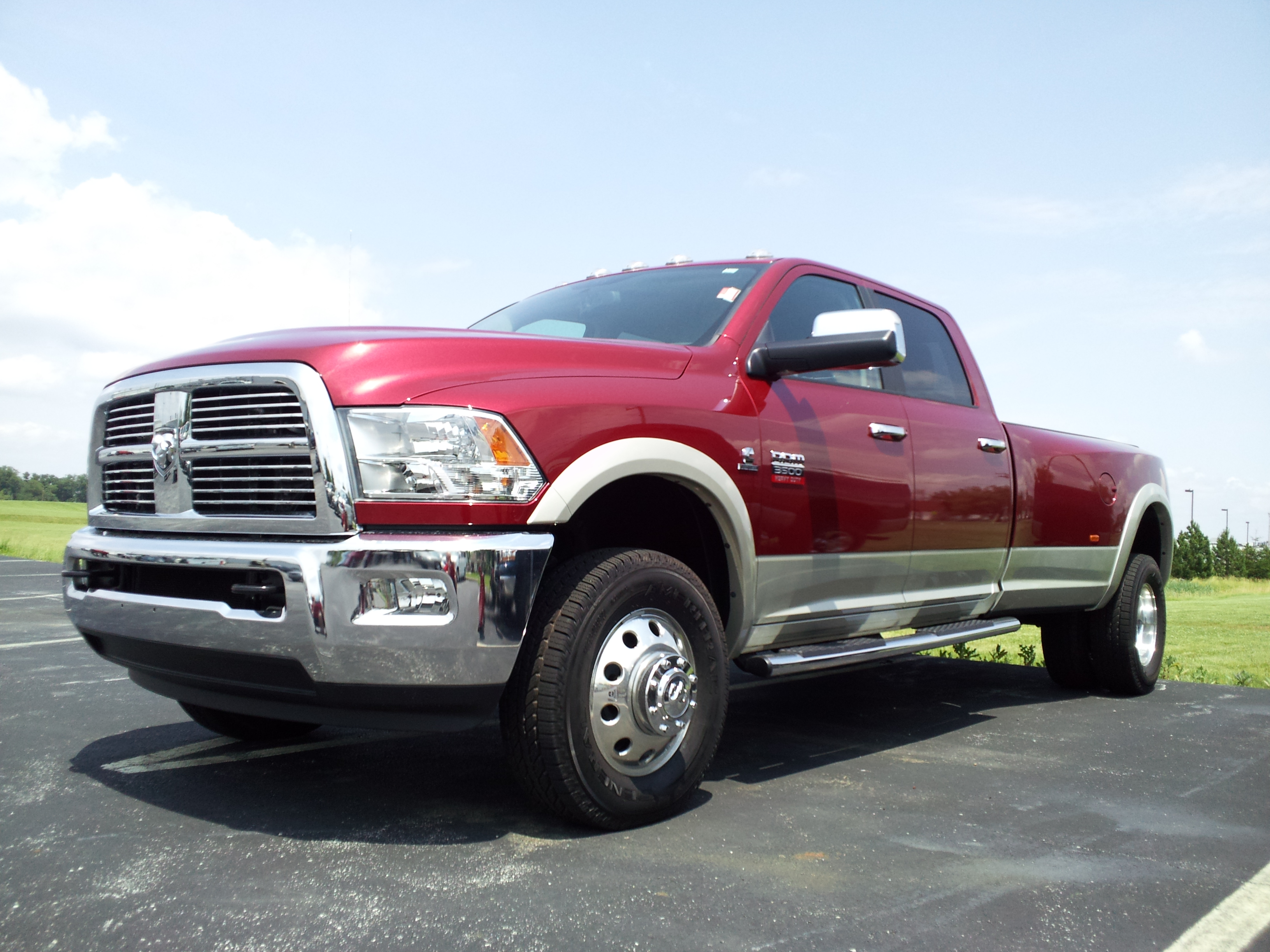
Ram 3500 I

Ram Pickup I został zaprezentowany po raz pierwszy w 2010 roku.
Samochód pierwotnie zadebiutował pod marką Dodge, wówczas pełniąc funkcję czwartej generacji linii pełnowymiarowych pickupów i półciężarówek Dodge Ram. Pod tą postacią pojazd zadebiutował w styczniu 2008 podczas targów motoryzacyjnych North American Motor Show w amerykańskim Detroit.
Po dwóch latach produkcji, z początkiem 2010 roku ówczesny koncern FCA zdecydował się utworzyć nową, odrębną markę Ram przeznaczoną dla samochodów użytkowych zgodnie z decyzją z 2009 roku. W ten sposób, dotychczasowy sztandarowy pickup Dodge'a zasilił gamę nowego producenta. Nie przeszedł przez to modyfikacji wizualnych, gdyż dotychczasowe logotypy Dodge przejął Ram.
W ramach modelu marki Ram, samochód wzorem konkurencyjnego Forda F-Series na bazie Pickupa utworzono rozbudowaną gamę wariantów różniących się wyposażeniem, pakietem stylistycznym oraz nazwą. Podstawowe o osobowo-transportowym charakterze, zyskały nazwy Ram 1500 oraz Ram 2500.
W 2013 roku producent zaprezentował edycję Black Express. Samochód otrzymał: czarny lakier, czarne 20-calowe felgi aluminiowe, czarny przedni grill, zderzaki oraz dodatki. Do napędu służy silnik V8 HEMI o pojemności 5,7 l i mocy 395 KM.

### Heavy Duty
Podobnie jak w przypadku poprzednika oferowanego pod marką Dodge, także i sztandarowy pickup Rama dostępny był też w rozbudowanej gamie wariantów użytkowych Ram Heavy Duty zarówno w postaci 2 i 4-drzwiowych pickupów, jak i 2 i 4-drzwiowego podwozia pod zabudowę z poszerzoną tylną osią. W zależności od dopuszczalnej masy całkowitej i wielkości nadwozia, samochody z tej serii nosiły nazwy Ram 3500, Ram 4500 lub Ram 5500.

### Rebel
W styczniu 2015 roku na bazie podstawowego wariantu 1500 zbudowana została wyczynowa odmiana Ram 1500 Rebel, która poszerzyła gamę przy okazji restylizacji. Samochód otrzymał obszerne modyfikacje wizualne, charakteryzując się dedykowanym wzorem atrapy chłodnicy, ciemne wkłady reflektorów, większy prześwit, ogumienie o wysokim profilu i charakterystyczne, kontrastowe malowanie nadwozia z dominującymi dwiema barwami.
Ram 1500 Rebel pierwszej generacji dostępny był z dwiema jednostkami napędowymi do wyboru: 3,6 litrowym V6 o mocy 305 KM z maksymalnym momentem obrotowym 354 Nm oraz 5,7 litrowym V8 o mocy 395 KM i maksymalnym momencie obrotowym 555 Nm. Podstawowo dostępny był napęd tylny, z kolei opcjonalnie - AWD.

### Lifting
W 2015 roku gama modelowa Pickup i Heavy Duty przeszła obszerną restylizacje. Aby zerwać z podobieństwami do Dodge'a i nadać marce Ram bardziej indywidualny charakter, z atrapy chłodnicy zniknął charakterystyczny krzyż na rzecz nowego projektu z dużym, centralnie umieszczonym napisem RAM. Ponadto, pojawiły się nowe wkłady reflektorów wykonane w technologii LED i aktualizacje w wyposażeniu.
Po wprowadzeniu do sprzedaży drugiej generacji, Ram zdecydował się okroić gamę wariantów dotychczasowego wcielenia jedynie do podstawowego 1500, przemianowując je na Ram 1500 Classic. Samochód pod tą postacią był oferowany równolegle z następcą jako tańsza alternatywa pozycjonowana poniżej niego w ofercie, pozostając w produkcji przez kolejne 6 lat aż do sierpnia 2024.

### Sprzedaż

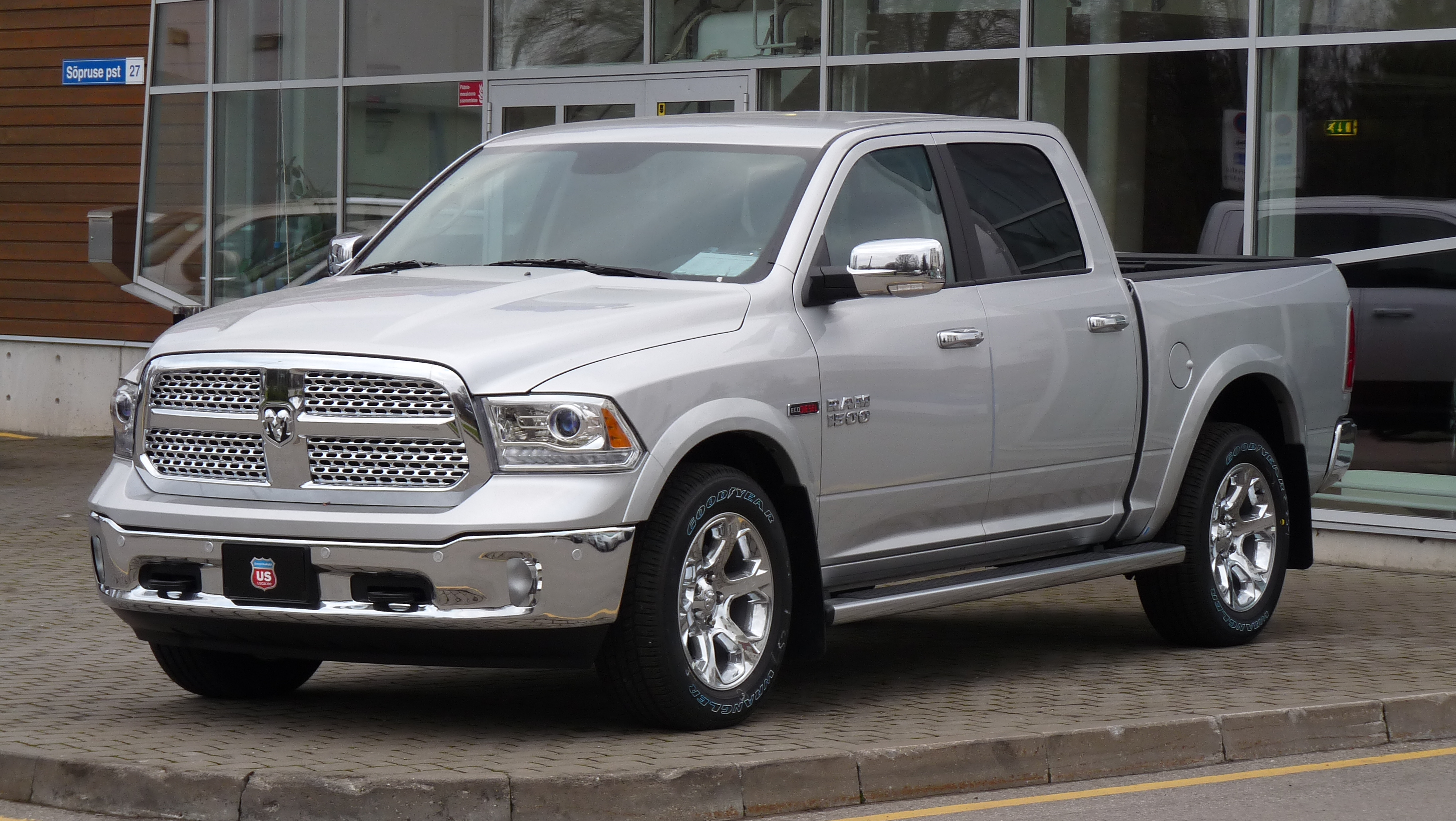
Ram 1500 Laramie w Estonii

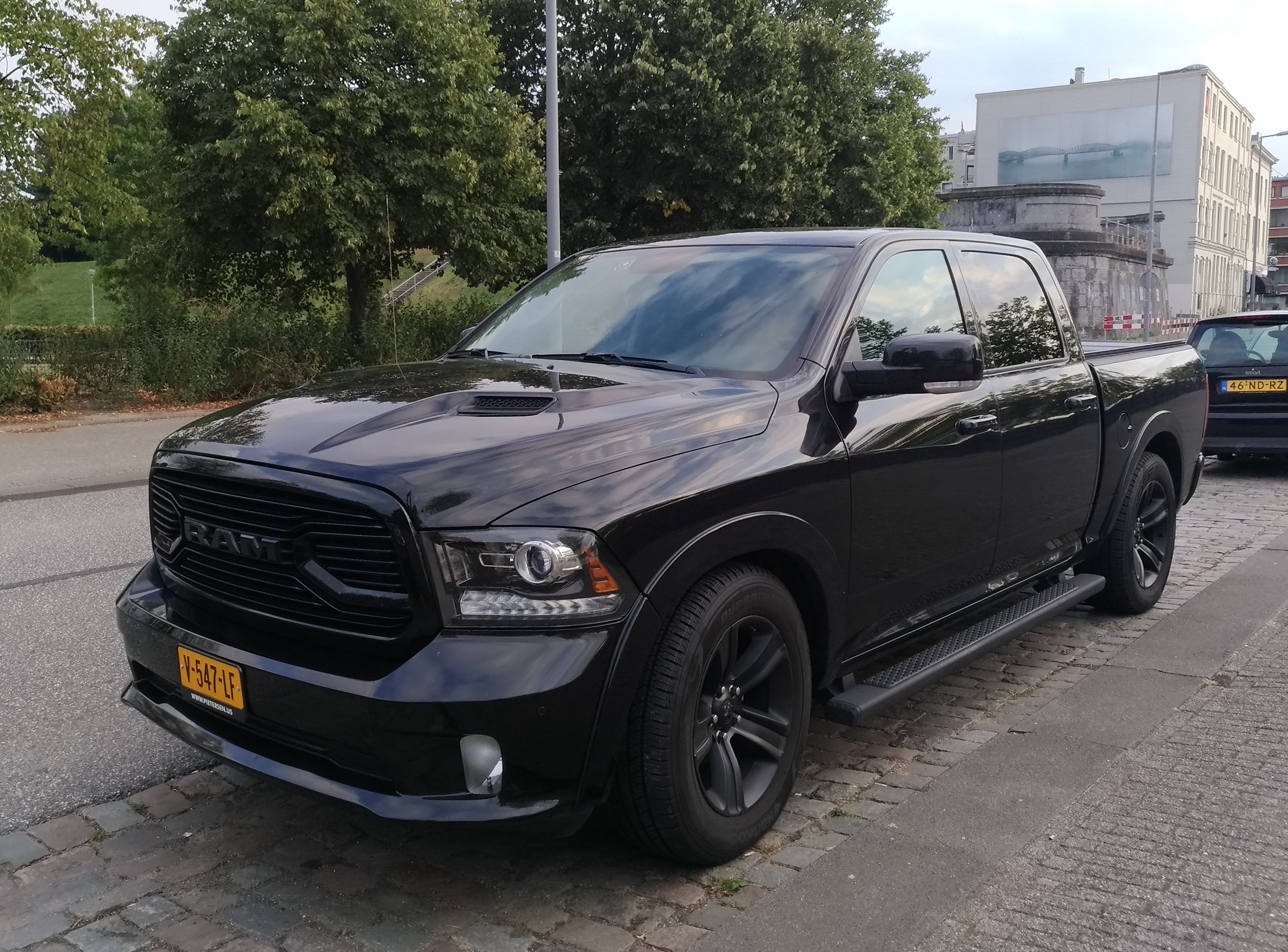
Ram 1500 Black Express w Holandii

Głównymi rynkami zbytu dla Rama Pickup pozostały kraje Ameryki Północnej, na czele ze Stanami Zjednoczonymi i Kanadą. Ponadto, samochód eksportowano także do wybranych państw Ameryki Południowej, jak Chile, a także Bliskiego Wschodu.
Ponadto, w połowie 2018 roku australijskie przedsiębiorstwo American Special Vehicles (ASV) rozpoczęło autoryzowaną sprzedaż i dystrybucję Rama 1500 w Australii i Nowej Zelandii, przeprowadzając jego konwersję na ruch lewostronny w swoich zakładach produkcyjnych w Melbourne. We wrześniu tego samego roku grupa niezależnych salonów sprzedaży specjalizujących się w homologowanych samochodach amerykańskich uruchomiła sprzedaż Rama 1500 w Polsce, prowadząc ich autoryzowaną sprzedaż obłożoną gwarancją w porozumieniu ze szwajcarskim importerem.

### Silniki
- L6 6.7l Turbo-Diesel
- V6 3.0l Eco-Diesel
- V6 3.6l Pentastar
- V6 3.7l PowerTech
- V8 4.7l
- V8 5.7l Hemi
- V8 6.4l Hemi

## Druga generacja

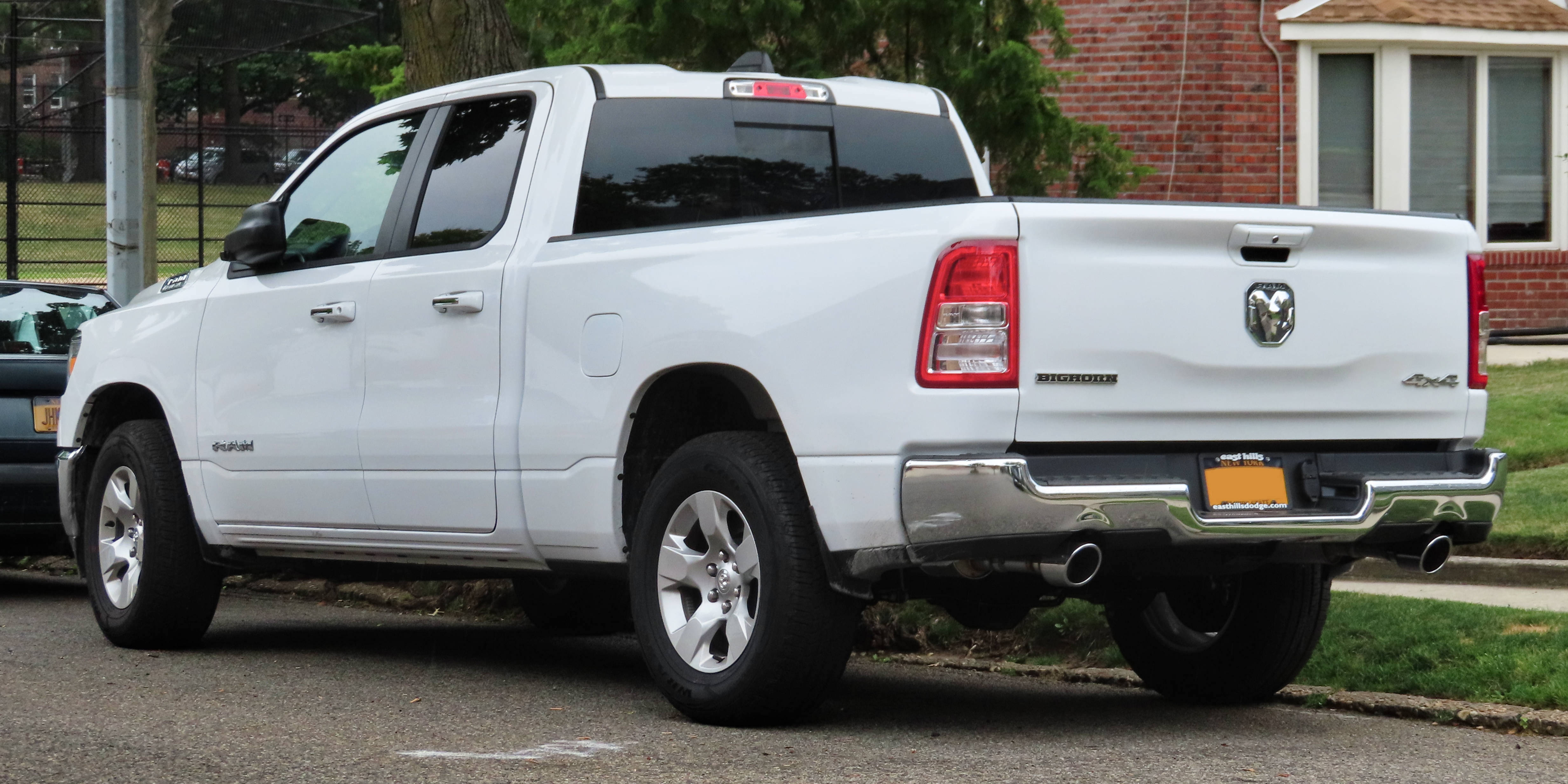
Ram 1500 II Bighorn - tył

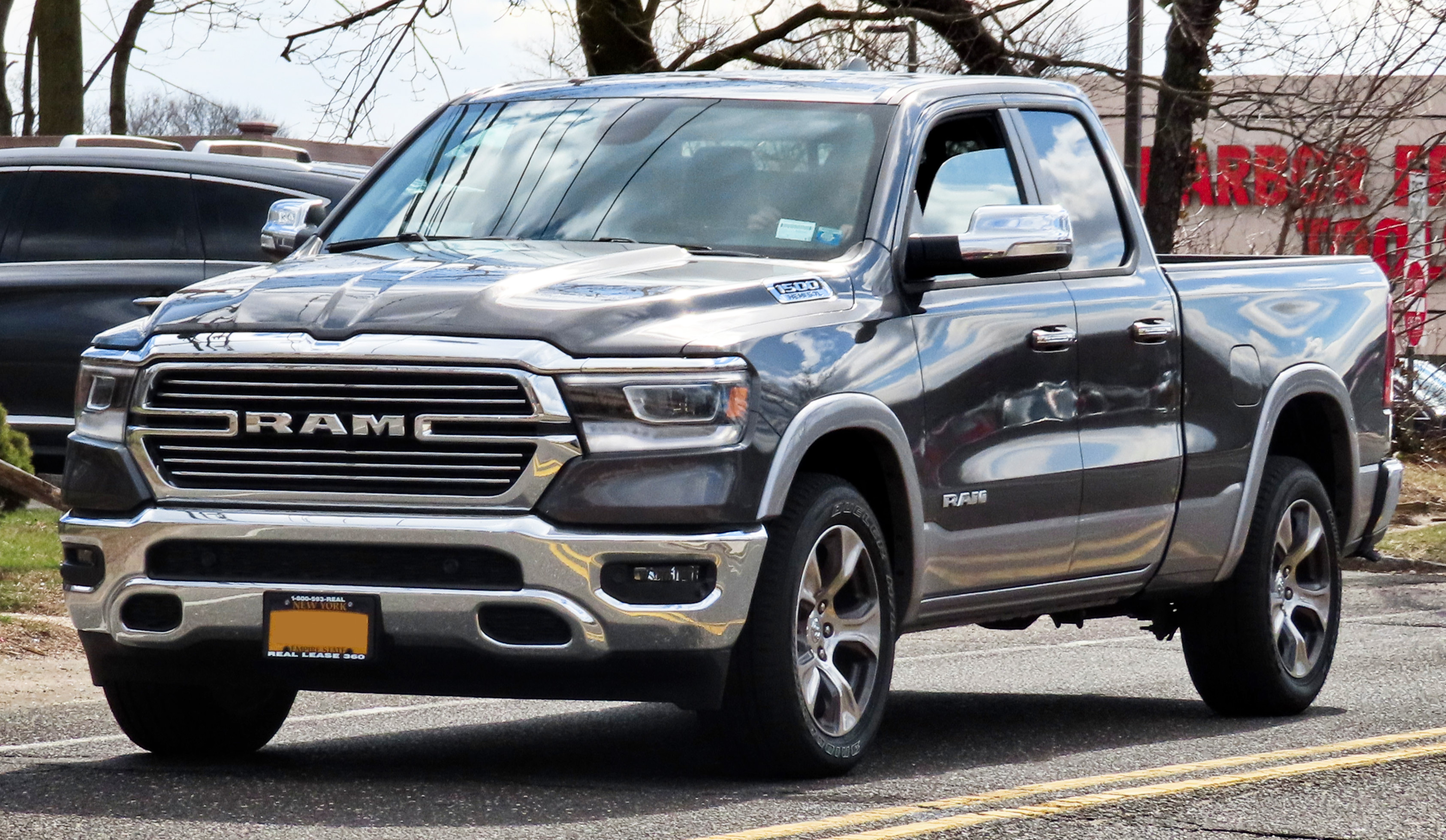
Ram 1500 II Laramie

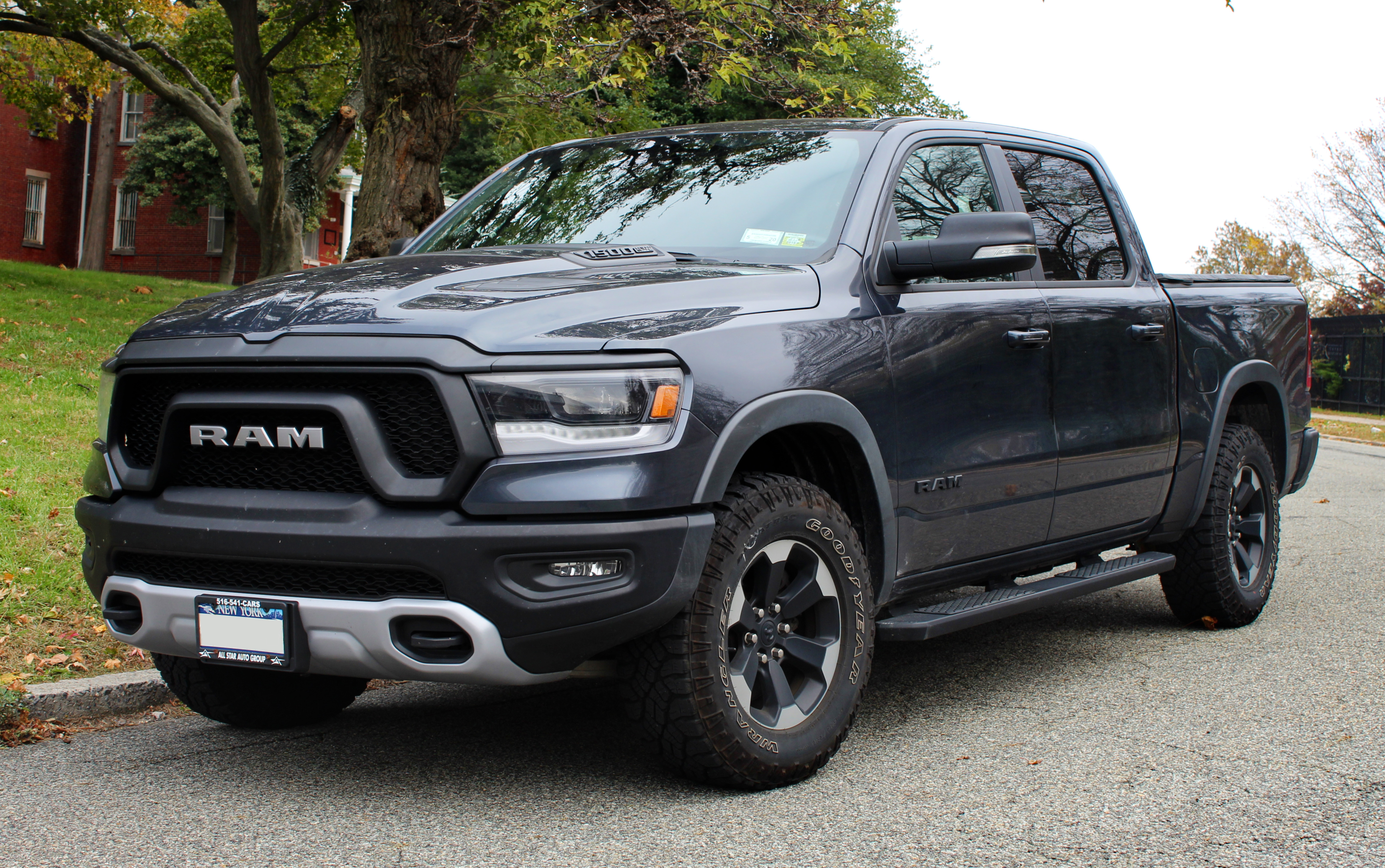
Ram 1500 II Rebel

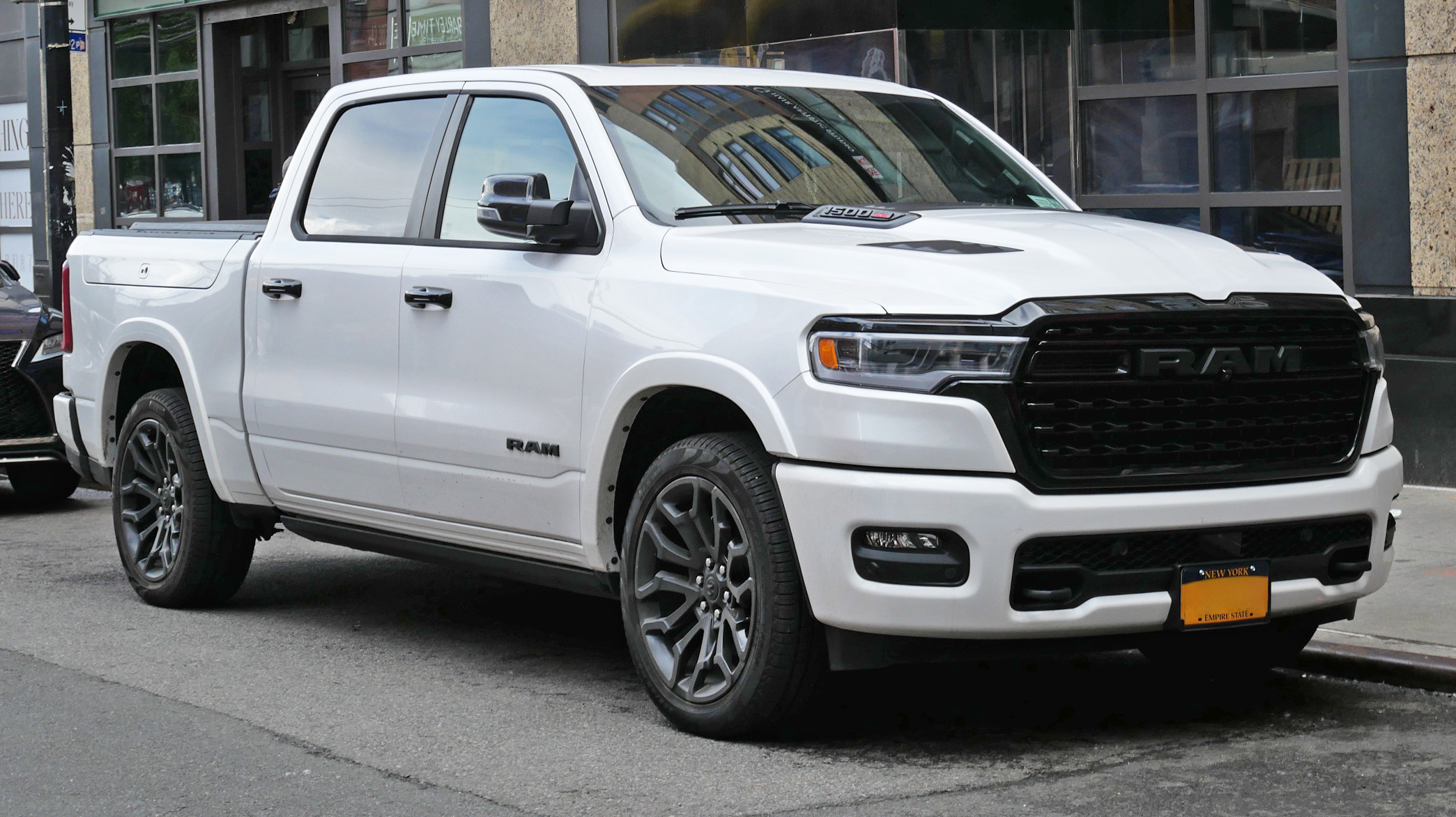
Ram 1500 II po liftingu

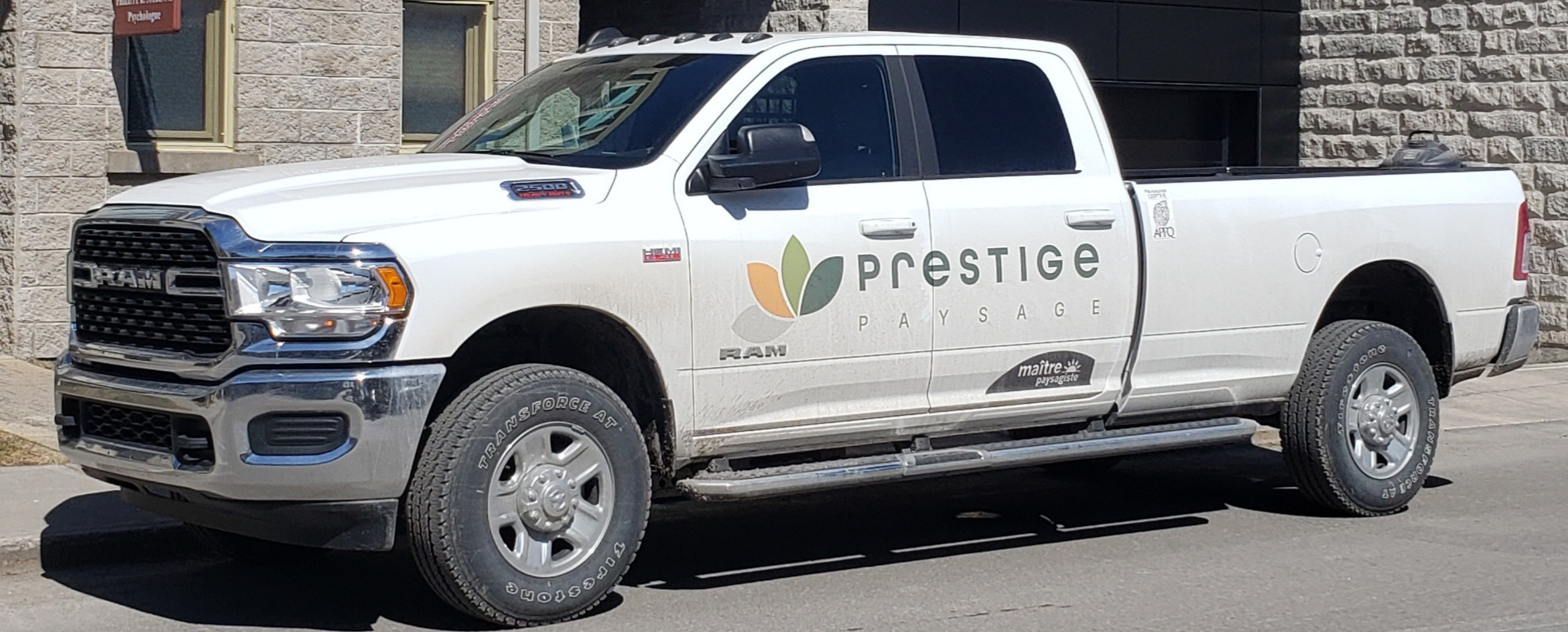
Ram 2500 II

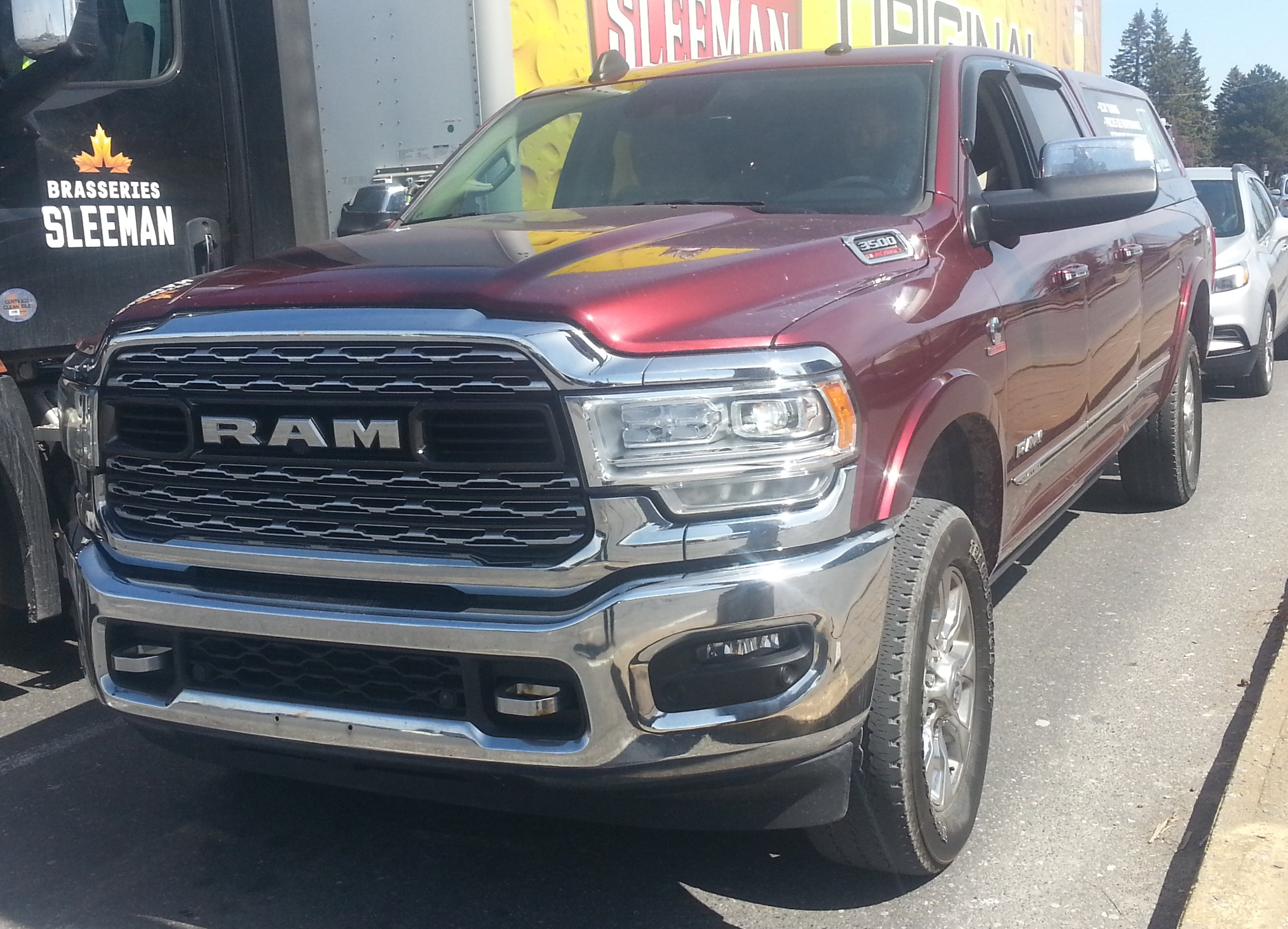
Ram 3500 II

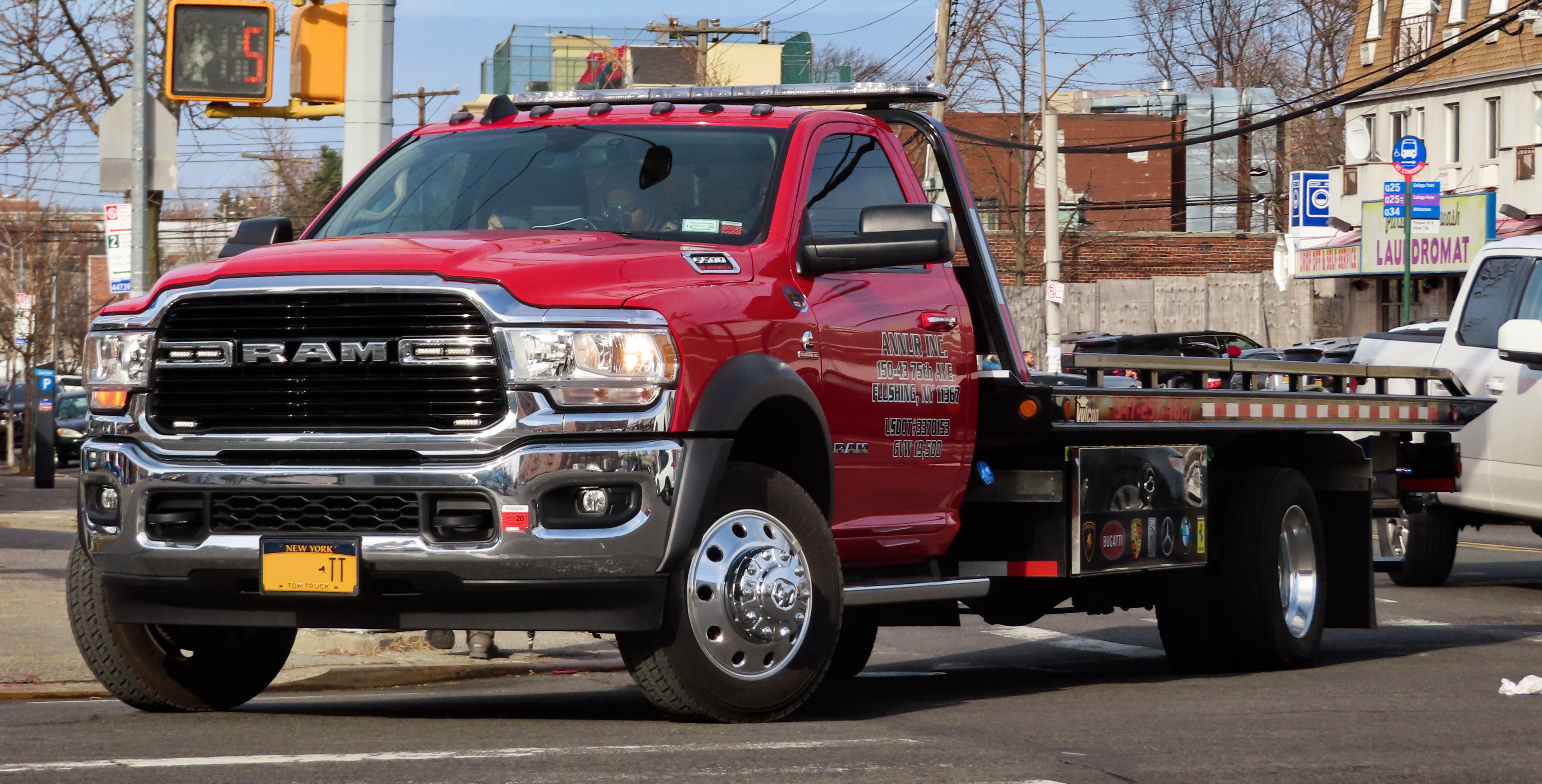
Ram 5500 II

Ram Pickup II został zaprezentowany po raz pierwszy w 2018 roku.
Zupełnie nowa, zbudowana od podstaw druga generacja Pickupa to zarazem pierwsza w historii marki Ram konstrukcja opracowana już za czasów jej funkcjonowania. W związku z tym, producent zdecydował się wdrożyć nową estetykę, charakteryzując się nowym projektem atrapy chłodnicy.
W porównaniu do poprzednika, samochód przeszedł duże zmiany w wyglądzie - przy zachowaniu charakterystycznych proporcji nadwozia, pojazd stał się bardziej obły i zyskał liczne zaokrąglone akcenty stylistyczne. Reflektory zostały osadzone bliżej maski, której linia została mniej zaakcentowana. Do budowy szkieletu i nadwozia wykorzystano aluminium, co pozwoliło obniżyć masę o 1000 kilogramów.
Obszerne zmiany przeszła także kabina pasażerska, gdzie wprowadzono wielobrarwne materiały o fakturze m.in. skóry i aluminium, a także nowe koło kierownicy i większy, centralny dotykowy wyświetlacz systemu multimedialnego. Opcjonalnie może on objąć całą konsolę centralną w formie wertykalnej, charakteryzując się przekątną 12 cali.
Ram Pickup II to pierwszy w historii firmy Ram samochód wyposażony w układ napędowy typu mild hybrid. Jednostki napędowe 3.6 Pentastar oraz 5.7 Hemi wzbogacono o elektryczny generator eTorque, który pozwala wygenerować większy moment obrotowy i poprawić właściwości transportowe podczas np. holowania przyczep.

### Heavy Duty
Rok po debiucie Rama Pickup drugiej generacji zadebiutowała także nowa gama ciężarowo-użytkowych wariantów Ram Heavy Duty. Przedstawione w styczniu 2019 roku, podobnie jak dotychczas otrzymały nazwy Ram 3500, Ram 4500 i Ram 5500, wyróżniając się inną stylizacją pasa przedniego, szerszymi nadkolami, wyższą ładownością i dopuszczalną masą całkowitą, a także 2 lub 4-drzwiową kabiną oraz zabudowanym przedziałem transportowym lub podwoziem do zabudowy.

### Rebel
Tym razem równolegle z nową generacją gamę uzupełniła wyczynowa odmiana Ram 1500 Rebel. Ponownie zyskała ona obszerne modyfikacje wizualne, charakteryzując się oponami o wyższym profilu, inną stylizacją atrapy chłodnicy i zderzaka, ciemnymi wkładami reflektorów, a także nakładkami na nadkola i progi. Pojazd standardowo wyposażono w posadowiony wertykalnie 12-calowy ekran systemu multimedialnego obejmujący całą wysokość konsoli centralnej, a także czarno-czerwone akcenty w kabinie pasażerskiej wraz z aluminium. Ram 1500 Rebel drugiej generacji wyposażony jest w system nagłośnieniowy Harman Kardon, który składa się z 19 głośników, 10-calowego subwoofera oraz 900-watowego amplitunera.
Producent ponownie umożliwił wybór dwóch jednostek napędowych: 3,6-litrowe V6 o mocy 305 i maksymalnym momencie obrotowym 364 Nm lub topowe, 5,7-litrowe V8 Hemi o mocy 400 KM i maksymalnym momencie obrotowym 556 Nm. Samochód wyposażono w blokadę dyferencjału i 33-calowe opony, co pozwala na jazdę w trudnym terenie.

### TRX

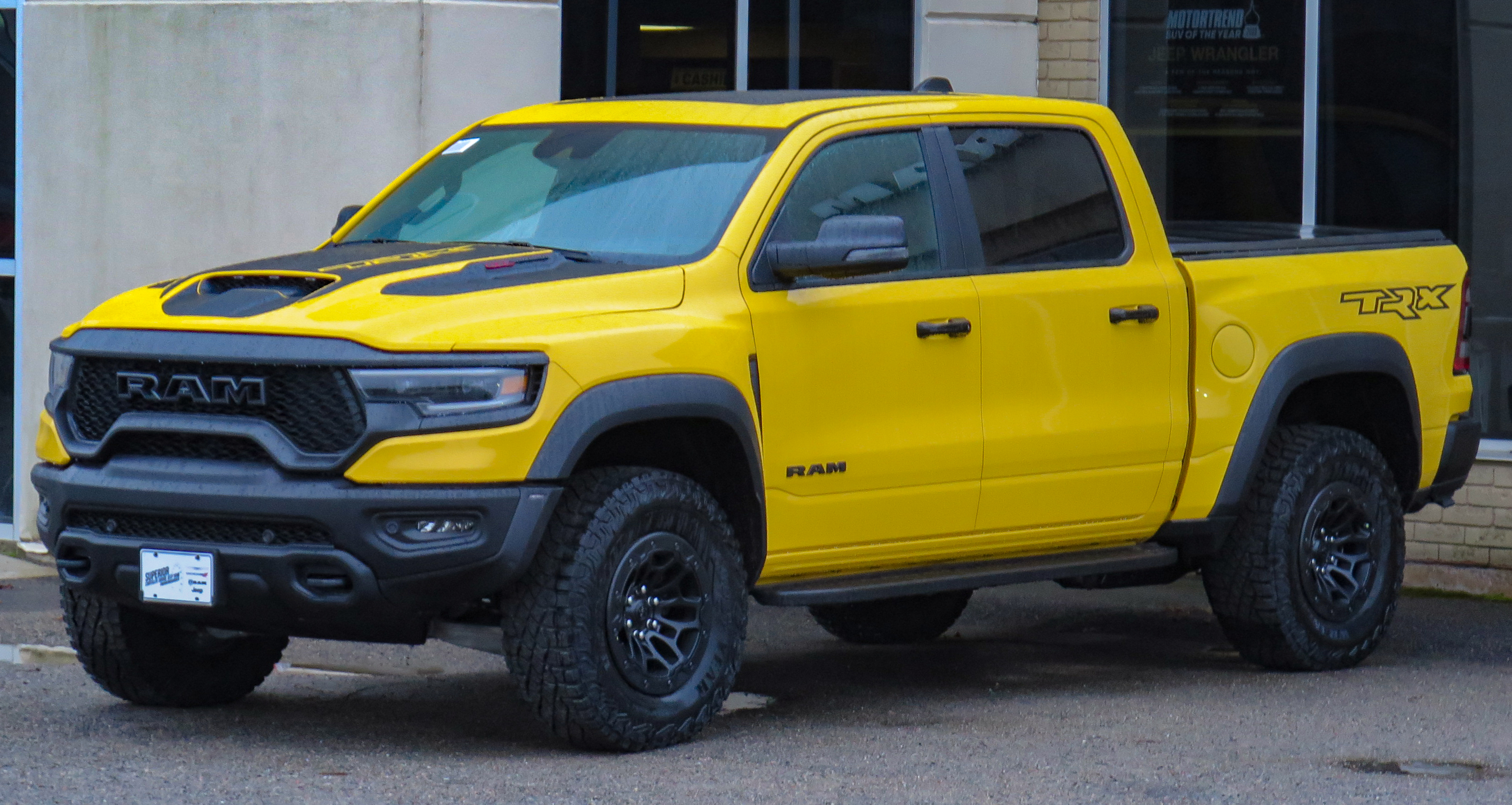
Ram 1500 TRX

W sierpniu 2020 roku przedstawiona została sportowo-wyczynowa, topowa odmiana Ram 1500 TRX, która powstała jako odpowiedź amerykańskiego producenta na konkurencyjną koncepcję Forda F-150 Raptor. Samochód przeszedł rozbudowany zakres modyfikacji wizualnych i technicznych. Z zewnątrz zyskał inny projekt wyraźnie większej osłony chłodnicy, rozbudowany zderzak i wlot chłodzenia silnika w masce. Wyraźnie poszerzone zostały także nadkola, które optycznie nadały bardziej muskularnych proporcji. Lusterka stały się większe, a na dachu zamontowano dodatkowe oświetlenie.
Dla zapewnienia wyczynowych właściwości w jeździe terenowej, Ram 1500 TRX wyposażony został w 35-calowe opony Goodyear Wrangler Territory, a także adaptacyjny układ zawieszenia wraz z szerzej rozstawionymi kołami. Aby zabezpieczyć układ napędowy przed kurzem i piaskiem podczas jazdy np. w warunkach pustynnych, 1500 TRX wyposażono w układ filtrowania obejmujący także kabinę pasażerską. Ram 1500 TRX napędzony został przez silnik V8 o pojemności 6,2-litra i mocy 712 KM, rozwijając 880 Nm maksymalnego momentu obrotowego. Pozwala to na rozpędzenie się do 100 km/h w 4,5 sekundy i poruszanie się z prędkością do 190 km/h. Samochód jest najdroższym i najszybszym samochodem w ramie Ram.

### REV

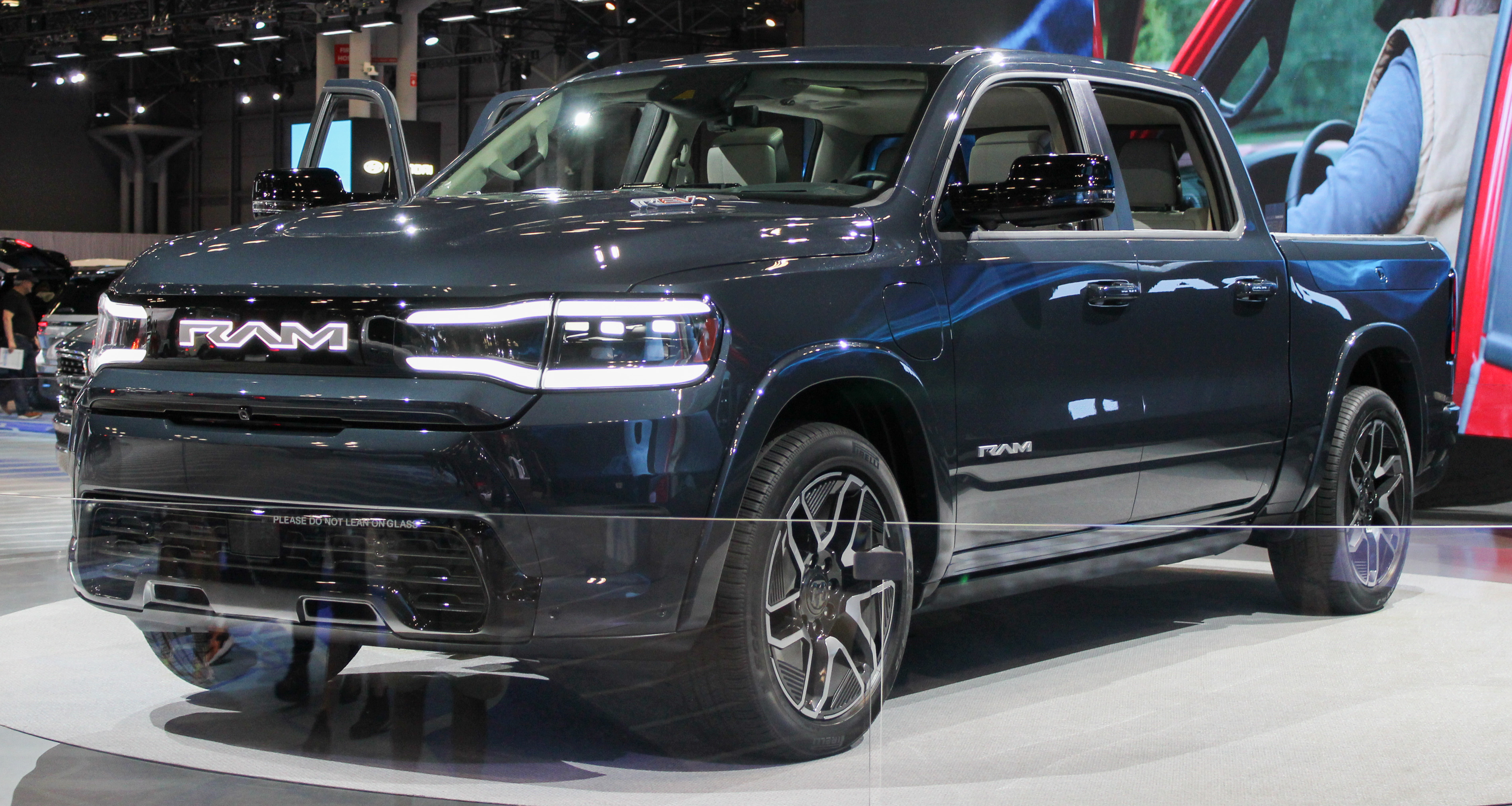
Ram 1500 REV

W lutym 2023 roku gama wersji specjalnych podstawowego modelu 1500 została po raz pierwszy poszerzona o wariant w pełni elektryczny. W przeciwieństwie do zapowiadającego prototypu przedstawionego miesiąc wcześniej, produkcyjny Ram 1500 REV okazał się być jedynie pochodną wariantu spalinowego po obszernych zmianach wizualnych wzorem konkurencyjnego Forda F-150 Lightning. Charakterystyczną cechą stał się m.in. zmodyfikowany pas przedni z podłużnymi, podwójnymi diodami LED, a także zachodzące na klapę lampy tylne i dodatkowy ekran systemu multimedialnego dla pasażera we wnę†rzu. Na jednym ładowaniu elektryczny pickup jest w stanie przejechać w trybie mieszanym do ok. 800 kilometrów.

### Ramcharger
W listopadzie 2023 roku oferta zelektryfikowanych wariantów Rama 1500 została poszerzona, oprócz elektrycznego wprowadzając do sprzedaży także spalinowo-elektryczną odmianę o stosowanej już w XX wieku przez Dodge'a nazwie 1500 Ramcharger. Układ napędowy typu hybryda plug-in utworzył benzynowy silnik typu V6 o mocy 177 KM, który połączono z dwiema jednostkami elektrycznymi o mocy 340 i 342 KM. Łącznie samochód rozwinął moc 644 KM, a możliwość jazdy do ok. 240 kilometrów w trybie czysto elektrycznym umożliwiła bateria o pojemności 95 kWh. Akumulator można na życzenie naładować z mocą do 145 kW, jednak podczas regularnej jazdy to jednostka spalinowa pełni głównie funkcję generatora pozwalającego na poruszanie się bez konieczności ładowania. Samochód rozpędza się do 100 km/h w 4,4 sekundy, a w trybie mieszanym może przejechać do ok. 1110 kilometrów na jednym tankowaniu.
Choć odmiana Ramcharger zadebiutowała równolegle ze zrestylizowaną gamą, tak specjalnie dla niej wykorzystano nową, inną i nowszą niż w pozostałych modelach platformę STLA Frame koncernu Stellantis pozwalającą płaskie montowanie baterii pomiędzy ramą nadwozia. Ponadto, wizualnie samochód zyskał inną osłonę chłodnicy z charakterystyczną listwą między reflektorami, a także zachodzące na klapę dodatkowe elementy tylnych lamp identyczne co w elektrycznym 1500 REV.

### Lifting
Równolegle z nową hybrydową odmianą napędową, w listopadzie 2023 zadebiutował głęboko zmodernizowany Ram 1500 drugiej generacji, przechodząc pierwsze modyfikacje wizualne po 5 latach produkcji. Samochód zyskał przeprojektowany pas przedni z innym kształtem osłony chłodnicy i zderzaków, a także węższymi i smuklejszymi reflektorami. W kabinie pasażerskiej zastosowano nowe koło kierownicy, wprowadzono opcjonalny dodatkowy trzeci dotykowy wyświetlacz dla pasażera. Analogowe zegary zastąpiły cyfrowe o przekątnej 12,3 cala.
Pod kątem jednostek napędowych, zrezygnowano z silników V8. Zamiast tego, modele z podstawowej serii 1500 wyposażono wyłącznie w rzędowe, sześciocylindrowe silniki benzynowe z serii Hurricane o mocy 420 i 540 KM. Producent zachował możliwość wyboru przełożenia tylnego mostu w trzech konfiguracjach: 3,21, 3,55 i 3,92.

### Sprzedaż

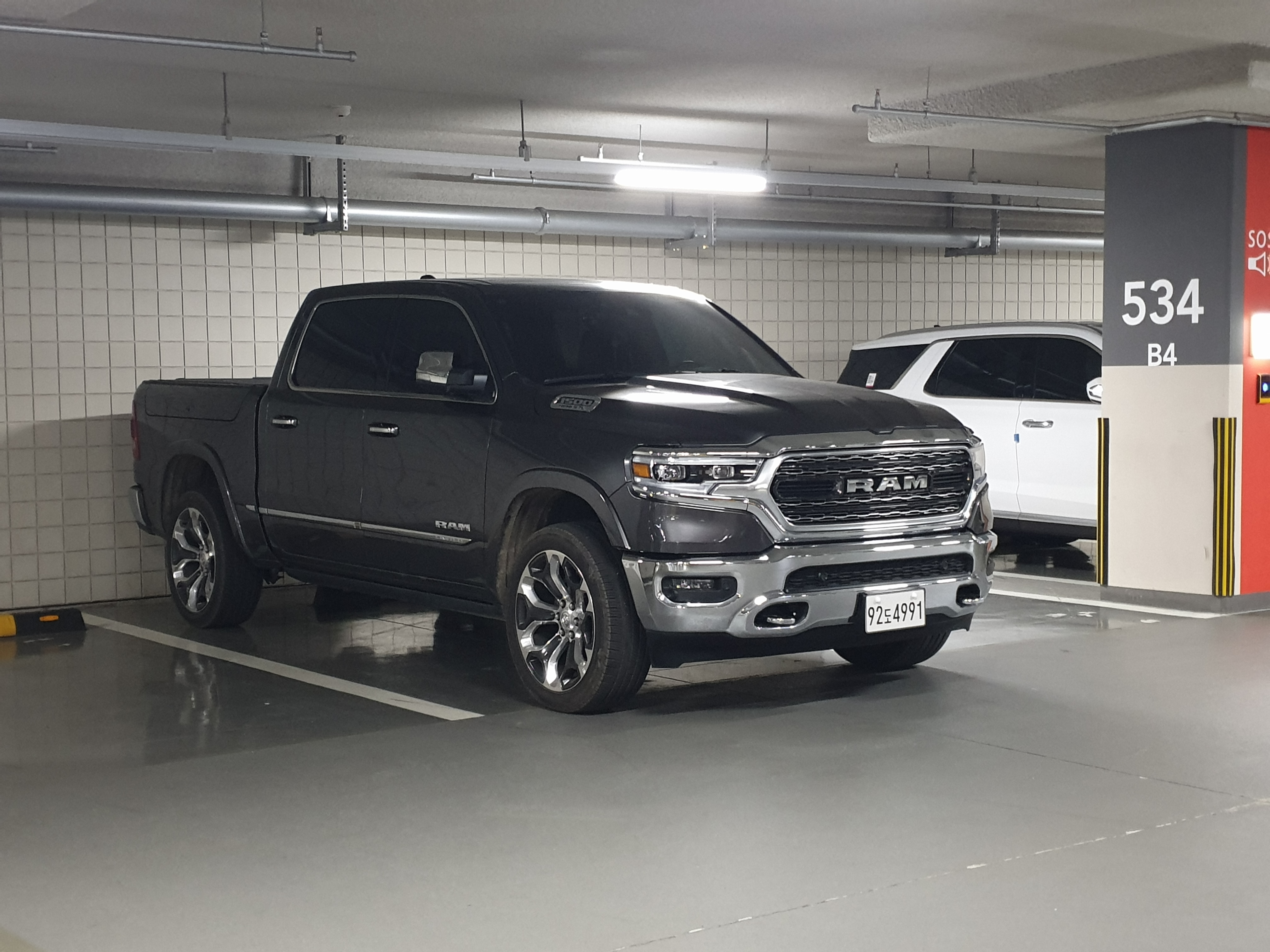
Ram 1500 DT w Korei Południowej

Sprzedaż drugiej generacji Rama Pickup ruszyła w Ameryce Północnej w marcu 2018 roku, która pozostała głównym rynkiem zbytu dla tego pełnowymiarowego pickupa. Ponadto, samochód ponownie trafił do sprzedaży na wyselekcjonwanych rynkach Ameryki Południowej na czele z Chile, a także Bliskiego Wschodu.
W kwietniu 2019 roku prywatny importer Ram Trucks rozpoczął sprzedaż drugiej generacji także w Polsce w podstawowym wariancie 1500, oferując najtańszy wariant wyposażenia za kwotę 300 tysięcy złotych wraz z homologacją i gwarancją. Od maja 2021 roku z kolei równolegle z poprzednim wcieleniem pojazd oferowany jest również w Australii przez lokalnego oficjalnego importera ASV, który dokonuje konwersji na ruch lewostronny.

### Silniki
2018-2023:
- R6 6.7l Turbo-Diesel
- V6 3.6l Pentastar
- V8 5.7l Hemi
- V8 6.4l Hemi

od 2023:
- R6 3.0l Hurricane 420 KM
- R6 3.0l Hurricane 540 KM
- V6 3.6l Ramcharger PHEV 644 KM